# Ludo De Keulenaer
Ludo De Keulenaer (né le 16 janvier 1960 à Brasschaat) est un  coureur cycliste belge. Professionnel de 1982 à 1992 au sein d'équipes néerlandaises, il a participé à quatre Tour de France de 1982 à 1985.

## Biographie
Contrôlé après le Grand Prix E3 en mars 1992, Ludo De Keulenaer a laissé tomber la bouteille d'urine qu'il portait et a été disqualifié du résultat final. Il a été licencié par son équipe. De Keulenaer a ensuite déclaré à la presse qu'il s'était dopé tout au long de sa carrière,.

## Palmarès

### Palmarès amateur
- 1981
  - Tour de Namur
  - Tour du Brabant
- 1982
  - 2e de Bruxelles-Opwijk
  - 3e du Grand Prix Victor Bodson

### Palmarès professionnel
- 1982
  - 9ea étape du Tour de France (contre-la-montre par équipes)
  - 2e de la Nokere Koerse
  - 2e de la Leeuwse Pijl
- 1983
  - 2e du Prix national de clôture
  - 2e du Grand Prix de la ville de Zottegem
  - 3e du Samyn
- 1984
  - 2e du Prix national de clôture
  - 6e du Tour des Flandres
- 1985
  - 2eb étape de Paris-Nice (contre-la-montre par équipes)
- 1986
  - Grand Prix Wielerrevue
- 1987
  - Coupe Sels

## Résultats sur les grands tours

### Tour de France
4 participations
- 1982 : 61e, vainqueur de la 9ea étape (contre-la-montre par équipes)
- 1983 : 73e
- 1984 : 92e
- 1985 : 126e

### Tour d'Italie
1 participation 
- 1986 : 129e